# Pirata triens
Espèce
Pirata triens est une espèce d'araignées aranéomorphes de la famille des Lycosidae.

## Distribution
Cette espèce est endémique d'Illinois aux États-Unis,.

## Description
Le mâle holotype mesure 4,0 mm et la femelle paratype 5,0 mm.

## Publication originale
- Wallace & Exline, 1978 : Spiders of the genus Pirata in North America, Central America and the West Indies (Araneae: Lycosidae). Journal of Arachnology, vol. 5, p. 1-112 (texte intégral).